# ФК „Валур“
ФК „Валур“ (на исландски: Knattspyrnufélagið Valur) е исландски футболен отбор от град Рейкявик. Един от най-успешните и титулувани исландски футболни отбори. Празнува 100-годишен юбилей през май 2011 г.

## Успехи
- Исландска висша лига:[1]
  -  Шампион (23): 1930, 1933, 1935, 1936, 1937, 1938, 1940, 1942, 1943, 1944, 1945, 1956, 1966, 1967, 1976, 1978, 1980, 1985, 1987, 2007, 2017, 2018, 2020
  -  Вицешампион (18): 1927, 1928, 1929, 1931, 1932, 1934, 1941, 1947, 1951, 1953, 1962, 1973, 1977, 1984, 1986, 1988, 2005, 2023
  -  Бронзов медал (19): 1915, 1916, 1917, 1918, 1923, 1946, 1948, 1949, 1955, 1957, 1958, 1959, 1961, 1963, 1974, 1975, 1979, 2006, 2024

- Купа на Исландия:[2]
  -  Носител (11): 1965, 1974, 1976, 1977, 1988, 1990, 1991, 1992, 2005, 2015, 2016
  -  Финалист (3): 1966, 1978, 1979

- Купа на Лигата:[3]
  -  Носител (3): 2008, 2011, 2023
  -  Финалист (5): 1997, 1998, 2000, 2007, 2013

- Суперкупа на Исландия:[4]
  -  Носител (10): 1977, 1979, 1988, 1991, 1992, 1993, 2006, 2008, 2016, 2017
  -  Финалист (4): 1981, 1986, 1989, 2019